# Méthode VAN
Vous lisez un « bon article » labellisé en 2023.
Pour les articles homonymes, voir VAN.

Sismicité historique de la Grèce, entre 1900 et 2023.

La méthode VAN, nommée d'après les initiales des trois chercheurs grecs — Varótsos, Alexópoulos et Nomikós — l'ayant mise au point en 1981, est une méthode de prédiction sismique fondée sur la mesure des courants électriques basse fréquence circulant naturellement dans la croûte terrestre. Des anomalies appelées signaux électro-sismiques (SES) peuvent être identifiées et seraient des signes précurseurs de séisme. Les inventeurs de VAN affirment avoir réussi à prédire plusieurs séismes en Grèce dans les années 1980. La méthode est cependant contestée par une partie de la communauté scientifique internationale, tant sur les principes théoriques que sur l'interprétation des résultats obtenus. En effet, la méthode permet d'estimer une localisation géographique et une magnitude pour le séisme, mais pas une date (le séisme prédit est simplement qualifié d'« imminent »). Les inventeurs grecs ainsi que d'autres chercheurs internationaux convaincus par la méthode VAN répondent aux diverses critiques au cours des années qui suivent et multiplient les publications scientifiques, sans réussir à infléchir l'opinion de leurs opposants. Ainsi, après un engouement au milieu des années 1980 de la part des médias et des autorités publiques, les financements sont brutalement coupés par le gouvernement grec après une crise politico-scientifique en 1989. Les recherches sur la méthode VAN se poursuivent alors en France et au Japon, bien que difficilement.
En 2001, l'équipe grecque de recherche sur VAN présente une amélioration de sa méthode avec le nouveau concept de « temps naturel » pour analyser les signaux électro-sismiques (SES). Ce concept est utilisé d'une part pour mieux distinguer les SES du bruit de fond électrique, et d'autre part pour l'analyse de l'activité sismique régionale dans le but d'estimer une fenêtre temporelle de prédiction du futur séisme. Ce concept considère que le déclenchement d'un séisme est un phénomène critique. L'analyse en temps naturel est reprise par une équipe de sismologues japonais, notamment au travers d'une réanalyse de la sismicité historique au Japon. Celle-ci permet de mettre en évidence des variations systématiques et cohérentes de certains paramètres géophysiques avant chaque séisme majeur.
En 2006, l'équipe VAN annonce que tous les bulletins d'alerte de séisme liés à la détection de SES sont désormais immédiatement rendus publics sur le site d'archive ouverte arXiv. Malgré certains succès prédictifs de VAN, la méthode échoue cependant à prédire certains séismes importants. De nos jours, les promoteurs de VAN réclament plus de moyens, afin de densifier le réseau de stations et améliorer la précision des prédictions. Les détracteurs de la méthode continuent d'affirmer, de leur côté, que les prédictions ne sont pas suffisamment précises, notamment concernant la localisation et la date des séismes, rendant ainsi les bulletins d'alertes inutilisables du point de vue des autorités responsables de la gestion des risques.

## Principes

### Théorie et phénomènes géophysiques
La méthode VAN se base sur la détection, l'enregistrement et l'évaluation de signaux électro-sismiques (SES) existant naturellement dans la lithosphère,,. Ces signaux comportent une fréquence fondamentale égale ou inférieure à 1 Hz. Le logarithme de leur amplitude est proportionnel à la magnitude sismique. D'après les inventeurs de la méthode, les SES sont émis par les roches soumises à des contraintes mécaniques, elles-mêmes engendrées par les mouvements liés à la tectonique des plaques. Ils seraient ainsi ce que les sismologues appellent des signaux précurseurs d'un séisme.

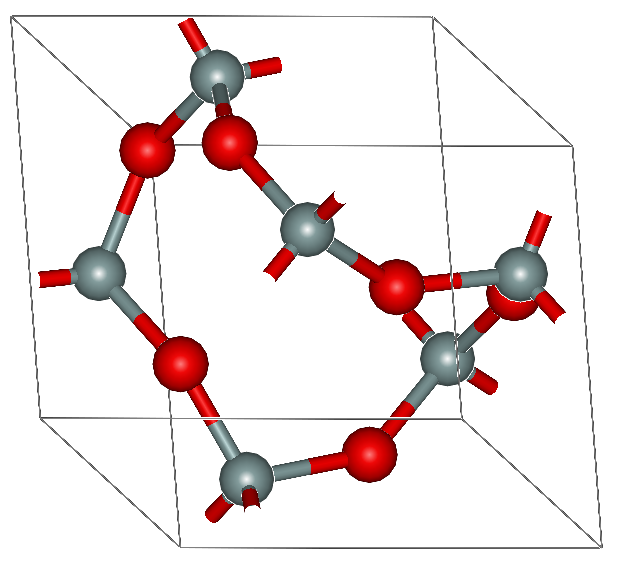
La structure cristalline nettement asymétrique du quartz α lui confère des propriétés piézoélectriques.

Trois types de SES sont définis par les auteurs :
- les signaux électriques transitoires qui se produisent immédiatement avant un séisme majeur[5]. Par exemple, dans le cas du séisme de 1995 à Kobe (Japon), les SES furent enregistrés 6 h 30 min avant le début des secousses[6] ;
- les signaux électriques transitoires qui se produisent dans un délai plus long avant un séisme majeur[5] ;
- une variation progressive du champ électrique terrestre quelque temps avant un séisme[5].

Il existe plusieurs hypothèses pour expliquer l'apparition des SES :
- phénomènes liés aux contraintes tectoniques : les SES seraient émis par certains minéraux qui ont un comportement piézoélectrique bien connu, particulièrement le quartz (abondant dans la croûte terrestre), ou par des effets secondaires liés aux défauts cristallographiques provoqués par les contraintes mécaniques subies par les roches[4]. Des séries de SES (dénommée par les chercheurs SES activities) peuvent se manifester plusieurs semaines ou plusieurs mois avant un séisme majeur quand les contraintes atteignent une valeur critique[4]. Des expériences en laboratoire ont confirmé la génération de signaux électriques par des minéraux soumis à de fortes contraintes mécaniques menant jusqu'à la rupture[7] ;
- phénomènes thermoélectriques : des chercheurs chinois ont proposé une explication se basant sur un effet thermoélectrique de la magnétite[8] ;
- phénomènes liés aux eaux souterraines : trois mécanismes distincts ont été proposés. Tout d'abord, l'effet électrocinétique provoqué par la circulation d'eau souterraine lors de variations de la pression de la phase fluide du sol (porosité)[9]. Ensuite, l'effet dynamo sismique associé aux déplacements des ions présents dans les eaux souterraines, par rapport au champ magnétique terrestre et sous l'effet des déplacements provoqués par le passage de l'onde sismique. Une polarisation circulaire serait caractéristique de cet effet dynamo ; ce qui a été observé dans des cas de séismes naturels et artificiels[10]. Enfin, un effet d'ionisation par le radon, causé par l'échappement, le long de failles, de ce gaz qui a un pouvoir ionisant sur l'eau. En effet, l'isotope du radon le plus abondant est radioactif avec une demi-vie de 3,9 jours et la décroissance radioactive du radon est déjà connue pour avoir un effet de ionisation sur l'air. Plusieurs publications scientifiques ont rapporté des augmentations de la concentration de radon à proximité de failles actives quelques semaines avant les séismes[11]. Cependant, aucune corrélation solide entre anomalie dans la concentration de radon et occurrence de séisme n'a jamais été démontrée[12].

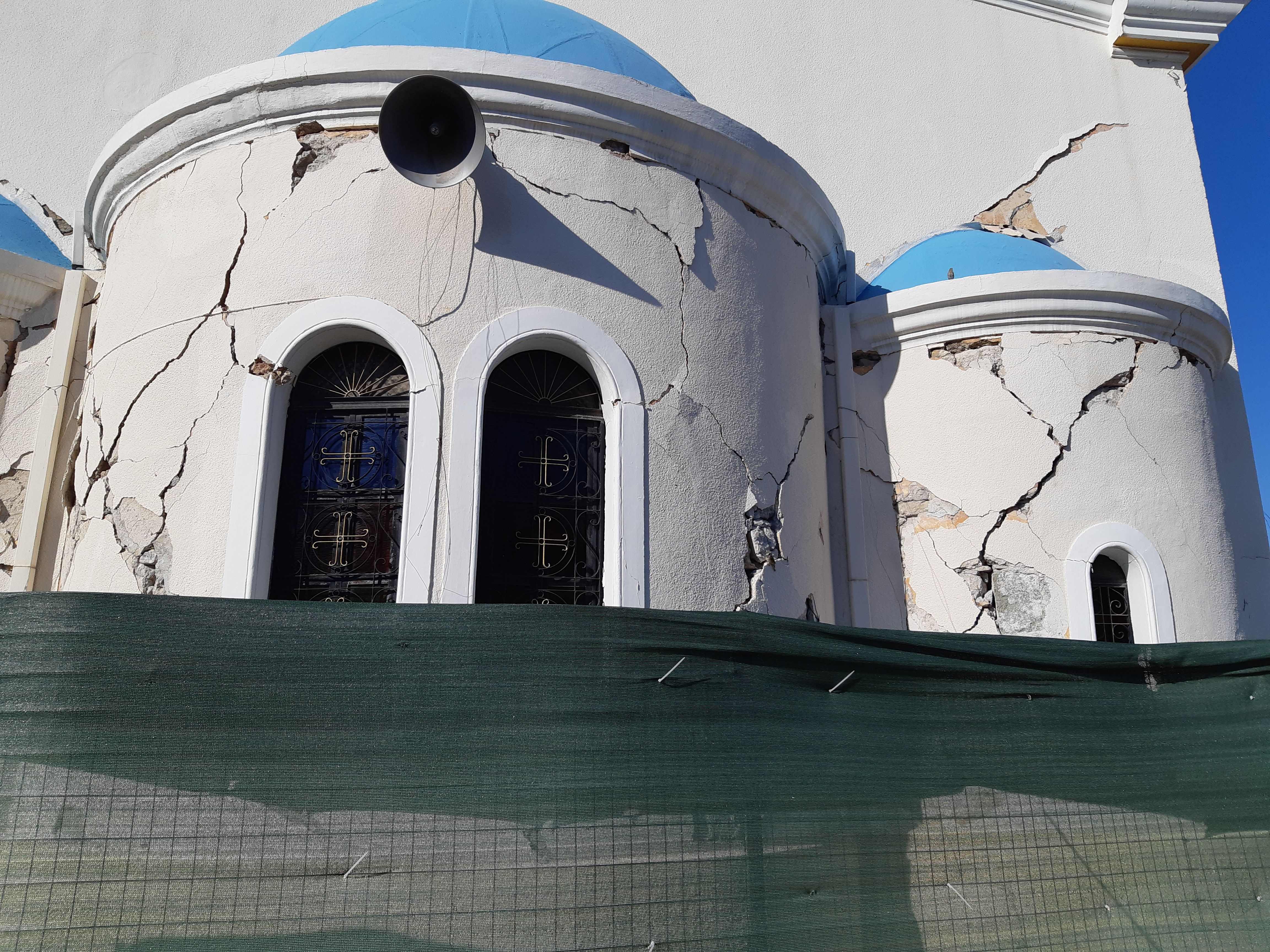
Une église endommagée par un séisme en 2017, sur l'île de Kos.

Alors que l'effet électrocinétique est compatible avec la détection de SES à plusieurs centaines de kilomètres, les autres explications nécessitent un mécanisme secondaire pour expliquer la propagation des signaux sur de telles distances. Ce mécanisme secondaire pourrait être :
- la propagation des SES le long des plans de failles. La modélisation montre que les signaux se propagent en étant peu atténués le long des failles tectoniques à cause de la plus grande conductivité électrique de ces zones. Cette conductivité est due soit à la présence de fluides chargés électriquement, soit aux propriétés ioniques des minéraux qui s'y trouvent[13] ;
- l'effet pile électrique de la roche. Une roche soumise à des contraintes tectoniques élevées voit les charges électriques « dormantes » s'activer. Ces charges transforment la croûte terrestre en pile électrique et le courant peut circuler entre le pôle chargé (roche sous contrainte) et le pôle non chargé (roche sans contrainte). Dans les modèles cristallographiques, les charges dormantes peuvent être soit des électrons libres, soit des trous d'électrons. La zone de transition entre roche sous contrainte et roche sans contrainte pourrait jouer le rôle de barrière filtrante, laissant passer uniquement les charges positives (les charges négatives restant bloquées)[14].

### Fonctionnement et résultats
Les SES sont détectés par des stations qui sont constituées de plusieurs paires d'électrodes métalliques plantées dans le sol jusqu'à environ 2 m de profondeur. La différence de potentiel électrique est mesurée pour chaque paire qui constitue donc un dipôle. L'espacement d'une paire d'électrodes est de plusieurs centaines de mètres et celles-ci sont orientées soit nord-sud soit est-ouest. Un système d'amplificateurs de signal et de filtres est associé. Les signaux sont ensuite transmis par câble en temps réel à l'équipe de recherche située à l'université d'Athènes où ils sont enregistrés puis analysés.
L'équipe de recherche VAN affirme être capable de prédire les séismes de magnitude 5 ou supérieure (avec une erreur de magnitude de 0,7), dans un rayon de 100 km, et dans une fenêtre temporelle allant de quelques heures à plusieurs semaines. Plusieurs publications scientifiques semblent confirmer la réussite de la méthode en Grèce, avec des statistiques probantes. Par exemple, sur la période allant du 1er janvier 1984 au 1er septembre 1995, il y a eu en Grèce huit séismes de magnitude supérieure à 5,5 et le dispositif VAN en a prédit six.

## Mise en œuvre et historique

### En Grèce
En 1981, la méthode VAN est décrite dans une série d'articles scientifiques par trois physiciens grecs : Panayótis Varótsos, Kaísar Alexópoulos et Konstantínos Nomikós. Le nom de la méthode est un acronyme des initiales de leurs noms de famille.

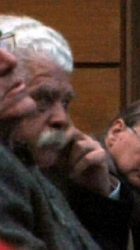
Panayótis Varótsos, un des inventeurs de la méthode VAN, en 2008.

L'équipe VAN publie rapidement des premiers résultats prometteurs en 1982 et 1983. Dès cette date, les travaux de l'équipe VAN suscitent à la fois l'enthousiasme et la méfiance dans la communauté scientifique, ainsi que l'attention des médias et par ricochet celle des autorités. En 1983, le gouvernement grec met en place l'Organisation pour la prévention anti-sismique (OASP). C'est un organisme indépendant doté d'un budget propre et dont la direction est constituée d'ingénieurs, de géologues et de sismologues. Son but est de coordonner les recherches en matière de prédiction sismique et d'émettre un avis, à terme, sur la viabilité de la méthode VAN.
Le réseau VAN se développe et, à la fin des années 1980, il compte dix-sept stations de détection de SES réparties en Grèce continentale. À la suite d'une nouvelle série de publications dans Tectonophysics, des contacts se développent avec des sismologues d'autres pays intéressés par cette nouvelle méthode. Des stations sont installées en 1987 en Bulgarie et au Japon, et en 1989 en France sous l'impulsion d'Haroun Tazieff et de Jacques Labeyrie. Mais les critiques pleuvent également, en Grèce et à l'international. Les taux annoncés de réussite de prédiction sont contestés par certains sismologues, tout comme la manière de communiquer les alertes de prédiction. Un vif conflit agite la communauté sismologique grecque, dont les enjeux dépassent le cadre scientifique et amorcent une crise politique.
L'année 1988 marque un tournant. Les télégrammes de prédiction de VAN sont alors répartis en Grèce, mais également au Japon et en France. Tazieff, personnage très médiatique, va alors relayer en quelques mois deux prédictions qui se confirment : un séisme de magnitude 5,1 touche Killini le 22 septembre et un autre de magnitude 6 touche la même ville le 16 octobre. Ces deux prévisions relancent le débat international sur l'utilité de la méthode VAN. Bien que les prévisions soient exactes, elles sont jugées beaucoup trop vagues par ses détracteurs. Par ailleurs, les séismes font d'importants dégâts mais aucune victime. Cette séquence voit une escalade dans la guerre de communication entre l'équipe VAN et l'Institut sismologique d'Athènes, notamment le sismologue J. Drakopoulos, qui publie une critique virulente dans Tectonophysics, estimant que VAN surestime les risques de séisme.
En novembre 1989, profitant d'un flottement politique en partie dû aux élections législatives approchant, l'OASP, remanié quelques mois plus tôt et hostile à VAN, annonce une suspension des crédits à l'équipe VAN. Dès le début de l'année 1990, les lignes téléphoniques sont coupées et le réseau de stations est mis hors d'usage. Certains, comme la Société géologique de Grèce s'opposent publiquement à cette décision. Dans le même temps, un colloque scientifique international organisé à Athènes en 1990 sur le thème de la méthode VAN confirme son caractère prometteur malgré des failles évidentes et donc la nécessité de continuer les travaux pour la perfectionner.

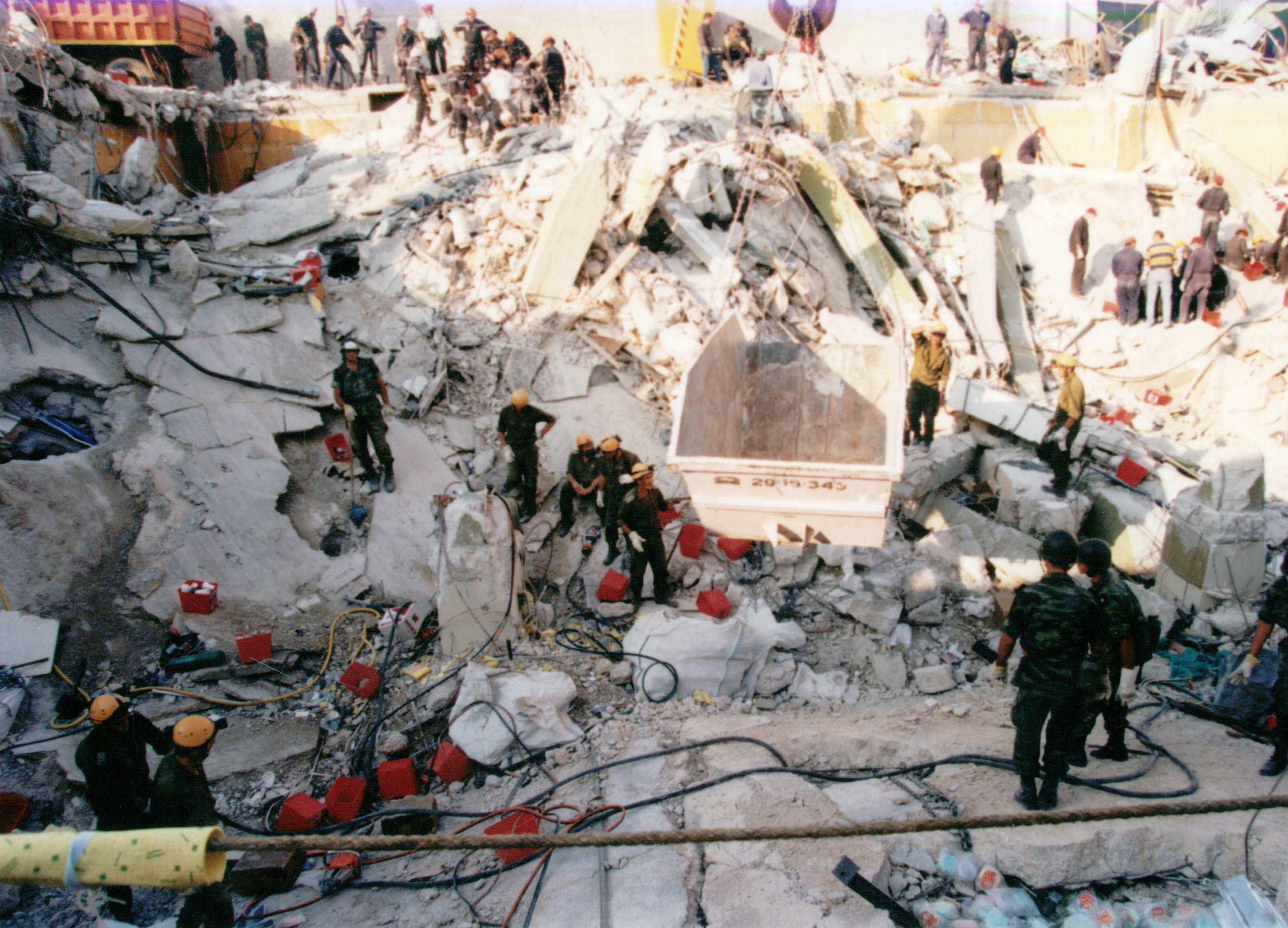
Un immeuble effondré à Acharnes, dans la banlieue d'Athènes, après un séisme en 1999.

Le géographe Lucien Faugères voit deux causes primaires à l'hostilité et la décision finale de l'OASP. Premièrement, les inventeurs de la méthode VAN viennent du domaine de la physique du solide, et sont donc extérieurs à la communauté des géosciences et de la sismologie. Deuxièmement, l'équipe VAN choisit de suivre dès le départ une communication ouverte et directe avec les autorités et les médias grand public, court-circuitant ainsi les étapes de validation par la communauté scientifique, ce qui finit de lui mettre à dos une partie des sismologues. D'après d'autres observateurs, ces mécanismes de rejet ne sont pas inédits et se sont déjà vus dans l'histoire des sciences. Ce sont des freins classiques à l'innovation de rupture dans un milieu corporatiste fonctionnant par consensus.
Dans les années qui suivent, Varótsos demande une réforme de l'OASP, sans succès. L'équipe VAN continue à faire fonctionner quatre stations par ses propres moyens. Jusqu'à la fin des années 1990, la recherche sur VAN en Grèce ne progresse plus mais l'équipe continue à produire des bulletins d'alerte avec le peu de stations opérationnelles. C'est à l'étranger que la recherche se développe, avec le déploiement d'un réseau au Japon et surtout avec des travaux mathématiques par des équipes japonaise et californienne à partir des bases de données accumulées par VAN depuis 1981.

### Dans le monde
En France, l'intérêt pour VAN naît en 1985 par Haroun Tazieff, géologue spécialiste du risque volcanique, qui est alors secrétaire d'État à la prévention des risques majeurs. Après deux visites à Athènes de Tazieff et son équipe, sur invitation d'Alexopoulos, une autre réunion de travail est organisée en 1986, cette fois à Paris. La décision est prise de déployer un réseau VAN en France, et Tazieff obtient du gouvernement français une promesse de moyens. Quelques semaines plus tard, le gouvernement Fabius prend fin et Tazieff avec. Le physicien Jacques Labeyrie poursuit toutefois les relations de travail avec l'équipe grecque de VAN. Un réseau de stations VAN est installé dans le nord des Alpes en 1989. Quatre ans plus tard, les premiers résultats publiés semblent encourageants. Tazieff, bien qu'il ne soit plus directement impliqué dans le projet français et qu'il n'ait plus de responsabilité gouvernementale, continue de promouvoir la méthode VAN grâce à son influence médiatique. En 1988, il relaie à la télévision et dans les journaux les prédictions, qui se confirment, de deux séismes destructeurs, relançant ainsi le débat sur la fiabilité de la méthode. En 1989, Tazieff publie en France un ouvrage faisant la promotion de la méthode VAN, qui sera traduit dans plusieurs langues dont le grec, l'anglais et le chinois.
Au Japon, pays très exposé au risque sismique, un réseau VAN commence à être installé dès 1987. Malheureusement, peu de fonds sont alloués à ce projet, les autorités et les responsables du Projet de prédiction des séismes préférant se concentrer sur le développement du réseau de sismomètres. Le séisme de Kobe en 1995 infléchit la position du gouvernement qui choisit de réorienter sa politique et ses budgets vers la prévention du risque. Les programmes de recherche sur la prédiction de séisme ne sont ainsi quasiment plus financés au Japon, alors que ceux consacrés à l'ingénierie parasismique et autres formes de prévention voient leurs budgets plus que doublés.
En Bulgarie, des stations de type VAN sont installées dans les années 1987-1988.

## L'analyse en«temps naturel»

### Principe
En 2001, le groupe de recherche travaillant sur la méthode VAN présente le concept de « temps naturel » dont le but est de pouvoir calculer une fenêtre de temps pour la prédiction du séisme. Ce concept est une nouvelle technique d'analyse mathématique des séries temporelles qui met l'accent sur la succession et le nombre des événements, remplaçant la mesure traditionnelle du temps. Deux quantités caractérisent chaque évènement, le temps naturel χ, et l'énergie Q. χ est défini comme k/N, où k est un nombre entier (le k-ème événement) et N est le nombre total d'événements dans la série temporelle. Un terme connexe, pk, est le rapport Qk / Qtotal, qui décrit l'énergie fractionnelle libérée.
Les auteurs introduisent un terme critique κ, la « variance en temps naturel », qui donne un poids supplémentaire au terme d'énergie pk :
{\displaystyle \kappa =\sum _{k=1}^{N}p_{k}(\chi _{k})^{2}-{\bigl (}\sum _{k=1}^{N}p_{k}\chi _{k}{\bigr )}^{2}}
où {\displaystyle \textstyle \chi _{k}=k/N} et {\displaystyle \textstyle \ p_{k}={\frac {Q_{k}}{\sum _{n=1}^{N}Q_{n}}}.}
La première étape est de calculer la variance pour tous les événements électriques enregistrés, afin de trier les vrais SES des signaux parasites. La méthode juge le SES valide lorsque κ = 0,070. La seconde étape se concentre sur l'analyse des événements sismiques (et non pas électriques). Ces événements sismiques sont alors répartis géographiquement selon un diagramme de Venn, avec au moins deux événements par intersection rectangulaire. Quand la variance κ atteint la valeur de 0,070 dans une intersection, un séisme paraît imminent et un rapport d'alerte est publié.
Une description détaillée de la méthode VAN mise à jour avec l'analyse en temps naturel se trouve dans un livre publié par l'équipe en 2011 : Natural Time Analysis : The New View of Time.

### Résultats

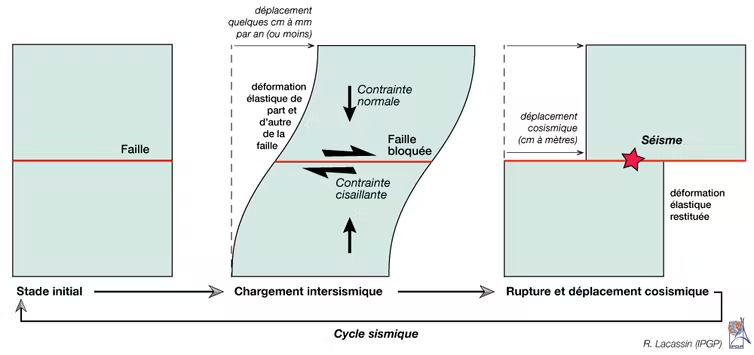
Cycle sismique : mise en charge de la faille par augmentation progressive des contraintes, puis rupture quasi instantanée.

L'équipe VAN affirme que, sur les sept séismes de magnitude (Mw) supérieure ou égale à 6 ayant eu lieu entre 2001 et 2010 dans une région comprise entre 36° et 41° de latitude Nord et 19° et 27° de longitude Est (c'est-à-dire un rectangle comprenant la Grèce continentale et la majeure partie de la mer Egée, à l'exception de la Crète), tous sauf un furent prédits par la méthode VAN et l'analyse en temps naturel. De plus, l'équipe affirme que la fenêtre de prédiction temporelle pour quatre de ces séismes était « restreinte, de l'ordre de quelques jours à une semaine ».
Une étude japonaise de 2009 réanalyse les données relatives à la crise sismique de 2000 dans les îles Izu, avec un certain succès d'après les auteurs. Les conclusions sont que l'analyse en temps naturel est pertinente et que celle-ci permet de corréler le début de l'activité SES avec le passage de la sismicité régionale en mode critique. Ces résultats vont dans le même sens que ceux obtenus en Grèce, ce qui est remarquable compte tenu du contexte géologique très différent entre la Grèce et le Japon.
Depuis 2006, tous les rapports de prédiction sont disponibles sur le site ArXiv.

### Interprétation
L'analyse en temps naturel permet de définir la relation physique entre SES et séismes : en considérant que le déclenchement du séisme est une transition de phase (phénomène critique) dans laquelle la nouvelle phase est le séisme lui-même, le terme κ défini plus haut est le paramètre définissant l'ordre de la transition. La valeur de κ étant calculée pour une fenêtre temporelle comprenant un nombre de séismes équivalent au nombre moyen de séismes pendant plusieurs mois, elle varie lorsque cette fenêtre se déplace pour scanner un catalogue de séismes. L'équipe VAN explique que ces variations de κ sont minimales quelques mois avant un séisme majeur et que de plus ce minimum est simultané du début de l'activité SES. Ce serait ainsi la première fois que, dans la littérature scientifique, l'apparition simultanée de deux phénomènes précurseurs de séisme provenant de données géophysiques différentes est décrite.
L'équipe affirme également que l'analyse par la technique du temps naturel des registres sismologiques japonais sur la période 1984-2011 révèle que les minima de κ sont identifiables avant chaque séisme de magnitude supérieure ou égale à 7,6. Le plus bas de ces minima est observé en janvier 2011, soit deux mois avant le séisme de Tohoku, de magnitude 9,1 (la plus élevée enregistrée dans le monde depuis 1964). Des analyses plus poussées sont effectuées en divisant le Japon en zones géographiques plus petites. Celles-ci révèlent que des minima de la variance κ sont observables simultanément à différentes échelles, dans les plus petites zones, même celles éloignées de l'épicentre du séisme, aussi bien que dans une grande zone couvrant l'ensemble du Japon,.

## Critiques de la méthode VAN
L'utilité de la méthode VAN pour prédire les séismes et prévenir leurs conséquences est débattue depuis la publication des premiers résultats en 1981. Un état de l'art additionné d'une synthèse des critiques, positives et négatives, est publiée en 1996 à la suite d'un colloque international organisé sous la direction du mathématicien James Lighthill : A Critical Review of VAN. L'année suivante, un article très sceptique envers VAN est publié par les sismologues américains Geller, Jackson, Kagan et Mulargia dans la célèbre revue Science. Ces critiques concernent la version originale de la méthode VAN. L'amélioration de la méthode par l'analyse en temps naturel, en 2001, amène de nouveaux travaux de recherche et de nouveaux résultats, ainsi que de nouvelles critiques.

### Succès de prédiction
Certaines critiques disent que l'évaluation de la méthode VAN est entravée par un manque de tests statistiques fiables sur la validité de celle-ci, parce que les chercheurs de VAN « ne cessent de changer les critères en cours de route ».

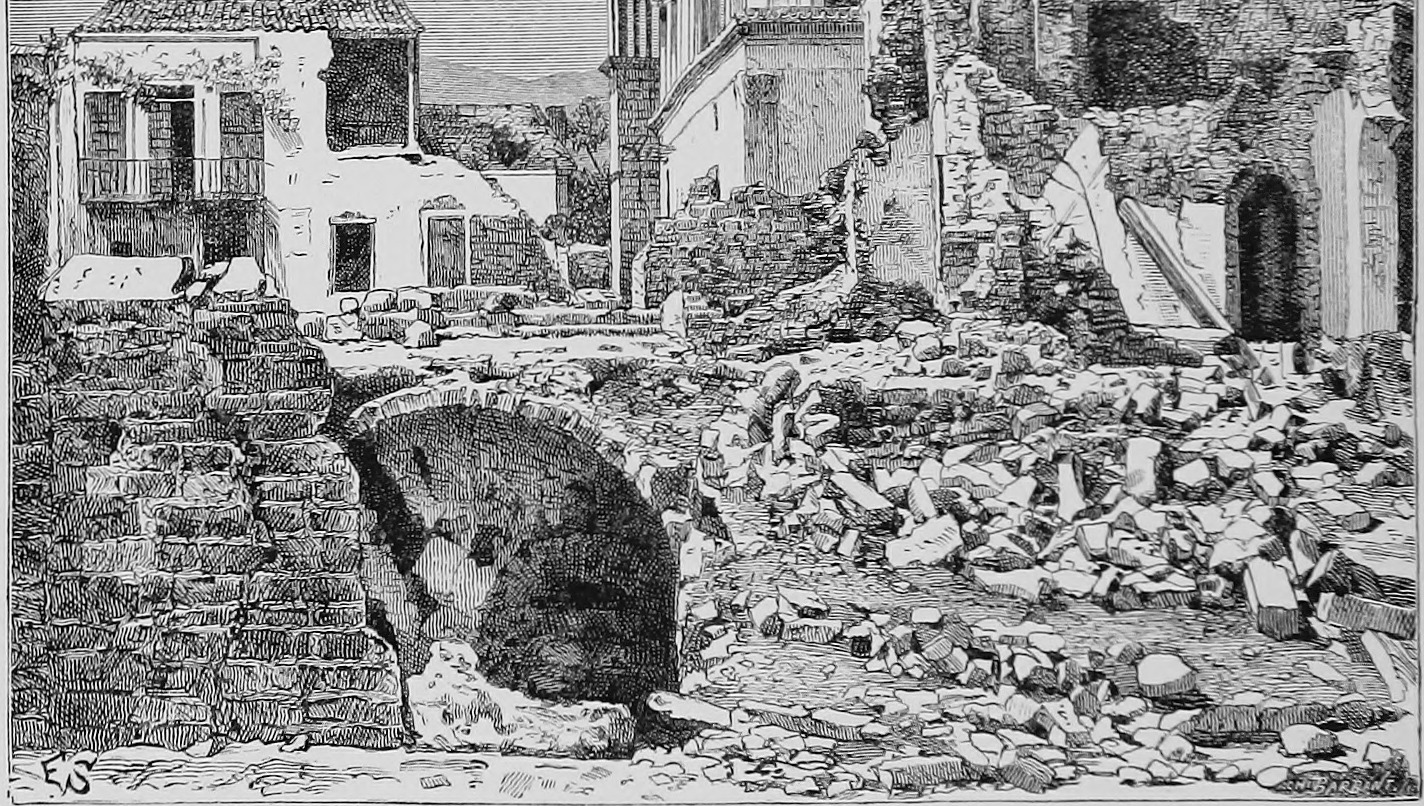
Vue de Chios détruite par le séisme de 1881. Gravure de Charles Barbant, 1905.

Dans la toute première publication, en 1981, l'équipe VAN affirme avoir observé dans une station d'enregistrement à Athènes une corrélation parfaite entre des SES et un séisme de magnitude 2,9 qui s'est produit 7 heures plus tard. Cependant, le sismologue américain Max Wyss déclare que la liste de séismes utilisée pour effectuer la corrélation était erronée. Bien que l'équipe VAN déclare dans l'article publié que la liste des séismes est celle du bulletin de l'Observatoire national d'Athènes (ONA), Wyss affirme que 37 % des séismes répertoriés dans le bulletin, y compris le plus important, ne sont pas dans la liste utilisée par VAN. De plus, 40 % des séismes listés par l'équipe VAN ne figurent pas dans le bulletin de l'ONA.
En examinant la probabilité de corrélation aléatoire d'un autre ensemble de vingt-deux prédictions considérées comme réussies par VAN (pour des séismes de Mw > 4,0 du 1er janvier 1987 au 30 novembre 1989) Wyss constate que 74 % sont fausses, 9 % sont corrélées par hasard, et que pour 14 % la corrélation semble incertaine. Aucun événement unique n'est corrélé avec une probabilité supérieure à 85 %, alors que le niveau requis dans les statistiques pour accepter un test d'hypothèse comme positif serait plus communément de 95 %. En réponse à l'analyse de Wyss, l'équipe VAN déclare que les critiques sont fondées sur des malentendus. Les auteurs déclarent que les calculs suggérés par Wyss conduisent à un paradoxe, c'est-à-dire à des valeurs de probabilité supérieures à 1 (ce qui est impossible), lorsqu'ils sont appliqués à une méthode parfaite de prédiction des séismes.
Dans les années 1990, plusieurs équipes de recherche reprennent peu ou prou les arguments de Wyss à l'encontre de VAN : Mulargia de l'université de Bologne, Jackson de l'université de Californie. D'autres évaluations par des pairs concluent, au contraire, que VAN obtient des taux de réussite statistiquement significatifs (pour des magnitudes supérieures à 5) : Hamada de l'université de Tsukuba, Uyeda de l'université de Tokyo, Shnirman de l'Institut de sismologie de Moscou.
Cependant, de nombreux sismologues continuent de ne pas être convaincus par les résultats de l'équipe VAN. En 2011, la Commission internationale pour la prévision des séismes et la protection des civils (International Commission on Earthquake Forecasting for Civil Protection, ICEF) conclut que la fiabilité de capacité de prédiction revendiquée par VAN ne peut pas être validée. D'après Susan Hough de l'USGS, la plupart des sismologues considèrent que la méthode VAN a été « brillamment démythifiée ». À l'opposé de cette analyse, l'équipe japonaise de Seiya Uyeda et d'autres sismologues soutiennent l'utilisation de la méthode VAN.
En 2018, la signification statistique de la méthode est réévaluée par le groupe VAN en utilisant des techniques mathématiques modernes, telles que l'analyse de coïncidence des événements (ECA : event coincidence analysis) et les attributs de fonctionnement des récepteurs (ROC : receiver operating characteristic). Leurs résultats indiquent que les SES constituent des signes précurseurs de séisme bien au-delà du hasard statistique.

### Mécanisme de propagation des SES

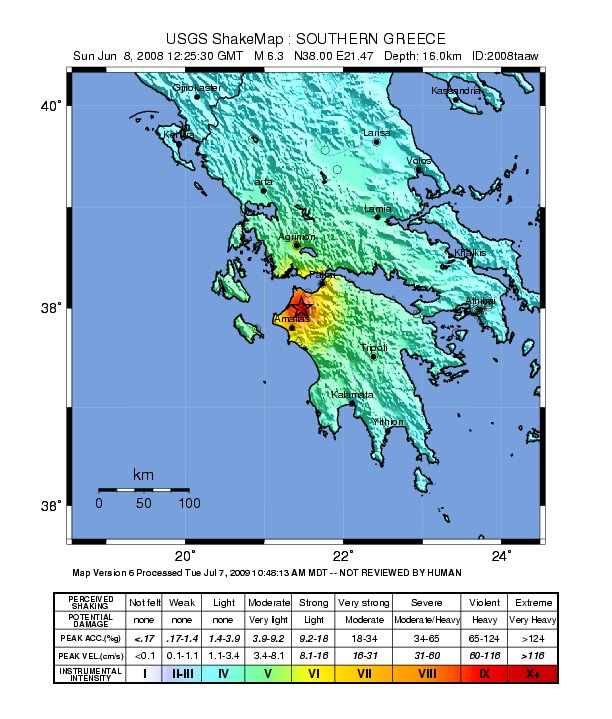
Carte d'intensité d'un séisme survenu près de Killini en 2008.

Selon des chercheurs français, une analyse des propriétés de propagation des SES dans la croûte terrestre montre qu'il est impossible que des signaux avec l'amplitude rapportée par VAN aient pu être générés par de petits séismes et transmis sur plusieurs centaines de kilomètres. En effet, si le phénomène est basé sur la piézoélectricité ou la charge électrique des déformations cristallines avec un signal voyageant le long des failles, alors aucun des séismes qui, selon l'équipe VAN, étaient précédés de SES, n'a pu générer de SES lui-même. L'équipe VAN répond qu'une telle analyse des propriétés de propagation des SES se base sur un modèle simplifié de la Terre en couches horizontales, ce qui diffère considérablement de la situation réelle car la croûte terrestre contient des hétérogénéités. Lorsque ces dernières sont prises en compte, par exemple en considérant que les failles sont électriquement plus conductrices que le milieu environnant, l'équipe estime que les signaux électriques transmis sur des distances de l'ordre d'une centaine de kilomètres ont des amplitudes comparables à celles rapportées dans ses publications.

### Perturbations électromagnétiques
Les publications de l'équipe VAN sont critiquées par une équipe franco-grecque (issue de l'Institut de physique du globe de Paris et de l'Observatoire national d'Athènes) pour l'incapacité à éliminer les nombreuses sources parasites affectant le champ magnéto-électrique, telles que les courants telluriques et les interférences électromagnétiques (IEM) produites par les activités humaines. En 1998, un premier article corrèle clairement un SES utilisé par le groupe VAN avec des transmissions radioélectriques effectuées à partir d'une base militaire. Dans sa réponse, l'équipe VAN déclare qu'un tel bruit provenant des émetteurs radio de la base militaire peut clairement être distingué d'un vrai SES en suivant les critères développés dans leurs études. En 2002, des travaux supplémentaires par la même équipe franco-grecque tracent des « signaux électriques transitoires anormaux » de type SES jusqu'à des sources humaines spécifiques, et constatent que ces signaux ne sont pas exclus par les critères utilisés par VAN.
En 2003, des méthodes modernes de physique statistique, telles que l'analyse des fluctuations redressées (DFA), la DFA multifractale et la transformée en ondelettes, révèlent que les SES se distinguent clairement des signaux d'origine anthropique, puisque les premiers présentent de très fortes corrélations à longue distance tandis que les seconds ne le font pas,.
Une étude publiée en 2020 par l'équipe VAN examine la signification statistique des minima de fluctuation du paramètre d'ordre κ1 de la sismicité, tant au niveau régional que global, par l'analyse des coïncidences d'événements en tant que précurseur possible de forts séismes. Les résultats montrent que ces minima sont bien des précurseurs de séismes statistiquement significatifs. Le décalage temporel obtenu s'avère être parfaitement compatible avec la découverte selon laquelle ces minima sont simultanés avec le début de l'activité SES, prouvant ainsi la différence entre SES et signaux anthropiques.

### Diffusion des rapports d'alerte
Dès l'émission des premiers rapports d'alerte au début des années 1980, certains critiquent la façon dont cela est fait. En particulier des sismologues de l'Observatoire d'Athènes, qui se plaignent de ne pas recevoir les rapports qui sont adressés, par fax à l'époque, uniquement et directement au gouvernement. Les rapports seront diffusés plus largement par la suite, mais alors des critiques surviennent sur le manque de clarté et l'ambiguïté de certains rapports. D'autres auteurs affirment tout simplement que dans certains cas les rapports n'existent pas où ont été diffusés a posteriori, ce qui ne peut donc pas compter comme prédiction réalisée avec succès.
En 2006, l'équipe VAN annonce que toutes les alertes de séisme liées à la détection de SES sont désormais rendues publiques sur le site arXiv.org. Le 1er février 2008, un rapport d'alerte est mis en ligne, deux semaines avant un séisme de magnitude 6,9 au large du Péloponnèse, qui est le plus puissant enregistré en Grèce depuis 1983. En 2010, dans le journal scientifique Eos, le sismologue Gerassimos Papadopoulos critique le rapport d'alerte de VAN, le qualifiant de confus et ambigu. Un droit de réponse des partisans de VAN est publié dans le même numéro du journal.

### Politique publique

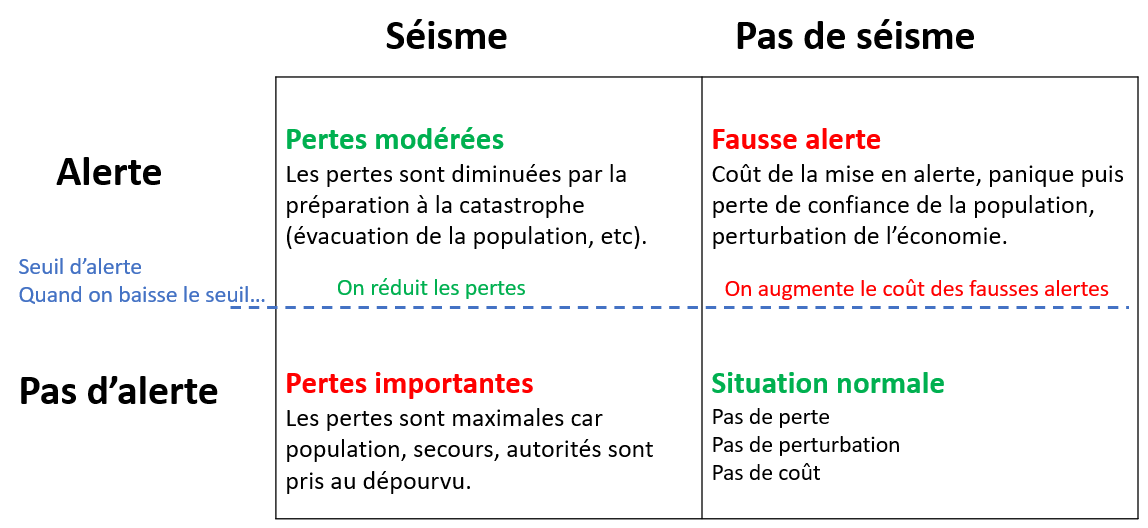
Dilemme de définition du seuil d'alerte.

Une exigence pour toute méthode de prédiction des séismes est que, pour qu'elle soit utile, elle puisse prédire un séisme à venir avec une précision raisonnable concernant la date, la localisation géographique et la magnitude. Si la prédiction est trop vague, aucune décision réalisable (comme évacuer la population d'une zone délimitée pendant une période de temps donnée) ne peut être prise.
D'après les inventeurs, la méthode VAN originale prédit la localisation des séismes dans un rayon de 100 km (en fait un carré de 100 par 100 km, soit 10 000 km2), ce qui délimite une zone assez vaste pouvant contenir plusieurs grandes villes. À l'échelle d'un pays comme la Grèce (132 000 km2), ce manque de précision est problématique. La magnitude du séisme est évaluée avec une incertitude de 0,7, c'est-à-dire qu'un séisme prédit à 6,0 peut en réalité être de 5,3 jusqu'à 6,7. L'échelle de magnitude étant logarithmique, cela fait un écart d'ordre de 1 à 300 dans l'énergie libérée par le séisme, et donc dans les dégâts potentiels. La fenêtre temporelle n'est pas estimée, mais il est souvent considéré qu'une fois un délai d'un mois dépassé, le séisme n'aura pas lieu.
Les prédictions de la première méthode VAN (avant 2001) suscitent des critiques publiques et le coût financier et psychologique associé aux fausses alertes génère de la méfiance dans la population. D'un point de vue politique, cela rend la prise en compte des alertes difficilement applicable de façon systématique. L'introduction de l'analyse par temps naturel permet d'estimer la fenêtre temporelle dans laquelle le séisme doit avoir lieu.

### Méthode VAN avec analyse en temps naturel
Dans une étude statistique portant sur la méthode VAN implémentée avec analyse en temps naturel, menée en 2020, Helman conclut qu'elle souffre d'une surabondance de faux positifs, ce qui la rend inutilisable comme protocole de prédiction. L'équipe VAN produit une réponse argumentée en identifiant divers malentendus dans le raisonnement mené par l'auteur.